# Sapiens - Un solo pianeta (terza edizione)
Le puntate della terza edizione di Sapiens - Un solo pianeta sono state trasmesse su Rai 3 il sabato sera dal 24 aprile 2021 in prima serata. Questa edizione è formata da dodici puntate più uno speciale dedicato all'energia nucleare.
| Puntata  | Data             | Titolo                                                            | Telespettatori | Share | Note |
| -------- | ---------------- | ----------------------------------------------------------------- | -------------- | ----- | --- |
| Speciale | 24 aprile 2021   | L'atomo fuggente. Un prezzo troppo alto                           | 1.377.000      | 5,92% | Ospiti speciali: Matteo Saltarello, Giancarlo Goroni |
| 1        | 8 maggio 2021    | Chi li ha visti? Dai dinosauri ai Sapiens                         | 1.622.000      | 7,50% | Ospiti speciali: Giovanni Cannata, Michele Macrì |
| 2        | 15 maggio 2021   | Sesso: istruzioni per l'uso                                       | 1.391.000      | 6,31% | Ospiti speciali: Stefano Mancuso, Jared Diamond, Michael Gilding, Raoul Mulder, Brooke Scelza, Martie Haselton, Jonathan Sheena, Rob Brooks, Kermyt Anderson, Jacopo Veneziani                                                                                                 |
| 3        | 22 maggio 2021   | Fuori dal fango                                                   | 1.201.000      | 6,10% | Ospiti speciali: Victor R. Baker, Mikael Attal, Magnus Tumi Gudmundsson, Carlo Tansi, Larry Smith, James Lawrence, Jenny Collier, Erasmo D'Angelis, Mauro Grassi, Fhil Gibbard                                                                                                 |
| 4        | 29 maggio 2021   | L'invenzione della luce. Dal fuoco alla lampadina                 | 1.273.000      | 6,46% | Ospiti speciali: Michio Kaku, Piergiorgio Odifreddi, Jacopo Veneziani, Tom Mcnichol, Paul Israel, W. Bernard Carlson, Roberto Manfredini |
| 5        | 5 giugno 2021    | I padroni del mondo, uomini e virus                               | 1.093.000      | 5,98% | Ospiti speciali: Daniel Raichvarg, Patrick Berche, Giuseppe Remuzzi, Giovanni Sebastiani, Massimo Polidoro, Annick Perrot, Stefan Kaufmann, Wolfgang Mönkemeyer, Reinhard Burger, Patrice Debré                                                                                |
| 6        | 12 giugno 2021   | Tecnobarocco. La tecnologia ci rende felici?                      | 1.101.000      | 5,99% | Ospiti speciali: Marco Landi |
| 7        | 13 novembre 2021 | L'ultimo uomo. Perché siamo rimasti soli                          | 1.025.000      | 5,42% | Ospiti speciali: Julia Lee-Thorp, Lee Sang-Hee, Mark Roberts, Chris Stringer, Juan Luis Arsuaga, Philip Lieberman, Antonio Rosas González, Giorgio Manzi, Francesco Di Mario, Mario Federico Rolfo, Mauro Rubini, Thomas Sutikna                                               |
| 8        | 20 novembre 2021 | I pilastri del mondo                                              | 999.000        | 5,05% | Ospiti speciali: Kenton Cool, Sandra Noel, Alasdair Macleod, Mike Searle, Jost Kobusch, Paul Devaney, Nick Talbot, Ngawang Kalang, Doug Richardson, Hervé Barmasse, Marco Albino Ferrari, Rachel Anderson, Suzy Stokes                                                         |
| 9        | 27 novembre 2021 | La forza antica dell'acqua                                        | 1.015.000      | 5,08% | Ospiti speciali: Alfonsina Russo, Nico Döering, Attilio Chemoz, Matteo Pellin |
| 10       | 4 dicembre 2021  | Il motore terra                                                   | 1.071.000      | 5,70% | Ospiti speciali: Martin Van Kranendonk, Marco Pallavicini, Leonardo Ferrari, Riccardo Caputo, Ivan Molinari, Manuela Fantoni |
| 11       | 11 dicembre 2021 | Un giorno di ordinaria follia. Nella vita di un pianeta in bilico | 959.000        | 4,97% | Ospiti speciali: Francesco Utano, Christopher Jackson, Giuseppe De Rosa, Halldór Geirsson, Jose Paulo Barros, Lola Fatoyinbo, Chris Clervi, Bob Baird, Darin Franklin, Fernanda Drummond, Mark Williams, Robyn Fiori, Sævar Bragason, Dave Powell, Alex Robinson, Alyssa Adler |
| 12       | 18 dicembre 2021 | La costruzione della bellezza. Le pietre di Firenze               | 975.000        | 5,28% | Ospiti speciali: Erasmo D'Angelis |